# 684 (numero)
Seicentottantaquattro è il numero naturale dopo il 683 e prima del 685.

## Proprietà matematiche
- È un numero pari.
- È un numero composto con 18 divisori: 1, 2, 3, 4, 6, 9, 12, 18, 19, 36, 38, 57, 76, 114, 171, 228, 342, 684. Poiché la somma dei suoi divisori (escluso il numero stesso) è 725 > 684 è un numero abbondante.
- È un numero semiperfetto in quanto pari alla somma di alcuni (o tutti) i suoi divisori.
- È un numero di Harshad nel sistema numerico decimale.
- È parte delle terne pitagoriche (37, 684, 685), (285, 684, 741), (513, 684, 855), (560, 684, 884), (684, 912, 1040), (684, 975, 1191), (684, 1363, 1525), (684, 1463, 1615), (684, 1995, 2109), (684, 2112, 2220), (684, 3040, 3116), (684, 3213, 3285), (684, 4305, 4359), (684, 6137, 6175), (684, 6480, 6516), (684, 9735, 9759), (684, 12987, 13005), (684, 19488, 19500), (684, 29237, 29245), (684, 38985, 38991), (684, 58480, 58484), (684, 116963, 116965).
- È un numero palindromo e un numero a cifra ripetuta nel sistema di numerazione posizionale a base 35 (JJ).
- È un numero pratico.
- È un numero rifattorizzabile in quanto divisibile per il numero dei propri divisori.

## Astronomia
- 684 Hildburg è un asteroide della fascia principale del sistema solare.
- NGC 684 è una galassia spirale del costellazione del Triangolo.

## Astronautica
- Cosmos 684 è un satellite artificiale russo.